# 392 Wilhelmina
A 392 Wilhelmina (ideiglenes jelöléssel 1894 BF) a Naprendszer kisbolygóövében található aszteroida. Maximilian Franz Joseph Cornelius Wolf fedezte fel 1894. november 4-én.